# Bertrando di Deux
Bertrando di Deux, o di Déaulx (Blauzac, ... – Avignone, 21 ottobre 1355), è stato un cardinale e arcivescovo cattolico francese.

## Biografia
Ricevette un'educazione giuridica. Fu nominato provosto di Embrun nel 1319 e dal 1322 ebbe la carica di auditore delle cause del Palazzo apostolico. Il 26 agosto 1323 fu eletto arcivescovo di Embrun.
Nel 1333 fu inviato in Italia per mediare tra il cardinale Bertrando del Poggetto e alcuni signori; nel 1335 fu nominato legato della provincia del Patrimonio ed ebbe l'incarico di riformare e riordinare i territori pontifici in Italia.
Fu creato cardinale presbitero di San Marco da papa Benedetto XII nel concistoro del 18 dicembre 1338 e nel 1340 fu nominato vice-cancelliere della Chiesa.
Fu legato in Catalogna e poi a Napoli. Dopo la cacciata di Cola di Rienzo, si trasferì a Roma per restaurarvi il regime senatoriale sotto l'autorità papale.
Tornato ad Avignone, il 4 novembre 1348 optò per l'ordine dei vescovi ed ottenne la sede suburbicaria di Sabina.
Morì nel 1355 e fu sepolto ad Avignone nella chiesa  di Saint-Didier.

## Successione apostolica
La successione apostolica è:
- Arcivescovo Simone Atomano, O.S.B.I. (1348)
- Arcivescovo Riccardo, O.F.M. (1348)
- Arcivescovo Thomas Bradwardin (1349)
- Vescovo Patrick de Leuchars, O.E.S.A. (1351)